# Henrique Augusto da Cunha Soares Freire
Henrique Augusto da Cunha Soares Freire (Trafaria, 18 de Julho de 1842 — São Brás de Alportel, Novembro de 1908), mais conhecido por Henrique Freire, foi um jornalista, escritor, professor e pedagogo, formado pela Escola Normal Primária de Lisboa, ao tempo em Marvila, que se distinguiu como editor da revista pedagógica A Escola. Foi professor da Escola Normal Primária de Évora até à sua extinção em 1902 e depois professor em Beja e São Brás de Alportel, onde faleceu. Deixou obra publicada e foi um dos normalistas que influenciados pelo Modelo Froebel, de Friedrich Fröbel, ensaiaram a primeira tentativa de reforma do moderno ensino primário português.
O periódico Gazeta Setubalense de 27 de Novembro de 1870 indica que Henrique Freire "antigo aluno da escola normal, foi nomeado professor para Sesimbra". O mesmo jornal, em 30 de Abril de 1871, transcreve do Diário Popular o seguinte: "No dia 21 fizeram exame de admissão no liceu dois alunos da escola régia de Sesimbra, João Nunes da Costa Dias e Joaquim Marques Pólvora, filhos de dois negociantes daquela localidade, e leccionados apenas em cinco meses pelo nosso amigo Henrique Freire."